# Sevreau
Le « Sevreau », affluent de la Sèvre nantaise, est un ruisseau d'une dizaine de kilomètres qui prend sa source en Vendée entre Pouzauges et Montournais, au lieu-dit le « Plessis Foubert » ; il marque la frontière entre les deux départements, Vendée et Deux-Sèvres, et deux régions (Nouvelle-Aquitaine et Pays de la Loire).

## Hydronymie
Pour Ernest Nègre, Le nom du Sevreau vient du préceltique « Sabara », et du suffixe « ellum ».
La racine *Sab est la même pour la Sèvre Nantaise et la Sèvre Niortaise qui ont donné son nom au département des Deux-Sèvres.